# Peseć
Peseć (ukr. Песець) – wieś na Ukrainie, w obwodzie chmielnickim, w rejonie kamienieckim. W 2001 liczyła 994 mieszkańców, wśród których 987 wskazało jako język ojczysty ukraiński, 5 rosyjski, 1 polski, a 1 inny.